# 天文瓊統
天文瓊統（てんもんけいとう）とは、江戸時代の天文書。元禄11年（1698年）に渋川春海によって著され、正本は伊勢神宮に奉納され、副本が世に伝わった。なお、正本は現在日本長暦など他の渋川の著作とともに神宮文庫（現在は神宮徴古館）に保管されて重要文化財指定を受けている。全8巻。

## 概要
占星術の要素の強い天文道から科学的な天文学への過渡期を示す書物である。
渋川独自の部分は巻1の前半部（序から「天文総論」）と巻7後半部の中国史論、巻8の「元禄中所名星座」である。巻1前半部では渋川の暦法論・宇宙論が科学的に論じられ、巻8では中国伝来の星宿の日本における観測結果とその天変記録、星の位置観測記録、自作の星図を掲載し、最後に「拾遺」「儀象」「陰陽祭」の3論を載せて締めくくっている。
その他の部分は清の順治10年（承応2年/1653年）に黄鼎によって書かれた『天文大成管窺輯要』（全80巻）の抄訳から中国の年代記・地理的事例を省いて、日本の分野説や事例を挿入している。巻1後半部は日月占・巻2は五星占・巻3-7前半部は恒星・星宿・星官を論じている。この中で天変の動きが地上の特定地域・官職の異変の対応するとする分野説についてはそれぞれ日本の各地域・官制にあてはめ直し、巻4の「二十八宿赤道宿度」は渋川自らの観測記録に基づく数値に修正している。

### 日本独自の星座（星官）
渋川春海はこの『天文瓊統』で、中国由来の星官に追加する形で日本独自の星座（星官）を考案して掲載した。紫微垣では東宮傅・御息所・中務など、太微垣では大将・中将・少将・陰陽寮など、天市垣では兵部・宰相など、二十八宿では左衛門・湯母・湯座・天蚕・右京・左京・大宰府・大弐・小弐・曾孫・玄孫・雅楽・右衛門などが挙げられる。しかし18世紀末に天文学者たちが中国で刊行された精密な星表『欽定儀象考成（1744年刊）を用いるようになってからは、これらの日本独自の星座（星官）は徐々に使われなくなっていった。

## 天文成象
天文成象（てんもんせいしょう）は、元禄12年（1699年）に刊行された日本で最初の星図である。著者は渋川昔尹とされているが、実際には父親の渋川春海がそのほとんどを制作したとされている。
『天文瓊統』巻8には春海自作の星図が掲載されたが、十分なものではなかった。そこで同巻に収められた春海の361座1770個の星官・恒星の観測値と中国の古くからの天文記録を重ね合わせて再構成して図として表記したものである。